# Zen Hakko Kaï
 (juillet 2017).
Si vous disposez d'ouvrages ou d'articles de référence ou si vous connaissez des sites web de qualité traitant du thème abordé ici, merci de compléter l'article en donnant les références utiles à sa vérifiabilité et en les liant à la section « Notes et références ».
Le Zen Hakko Kaï est un art martial de l'école du ju-jitsu, créé en France dans les années 1980. Le Zen Hakko Kaï s'inspire des principes du Hakko-Ryu-Ju-Jitsu.

## Historique
La création du groupe Zen-Hakko-Kaï est le résultat du cheminement d'un groupe de pratiquants mâconnais, de leurs rencontres et des échanges qu'ils ont pu avoir à partir de leur discipline.
Le Cercle d'Arts Martiaux Maconnais a permis la mise en place du ju-jitsu dans la région proche, dès 1973, en faisant venir des experts chaque mois et en organisant des stages d'été.
En 1976, Jean-Luc Masnières, professeur du club, rédige un manuel de ju-jitsu qui sera édité en 1978 aux éditions Amphora.
En 1977, le choix d'une orientation technique est adopté : l'Hakko-Ryu-Ju-Jitsu. Un groupe de clubs est constitué sous l'égide de différents organismes diffusant l'enseignement de cette école.
En 1981, Jean-François Masnières, part étudier cette discipline au Japon, dans le dōjō du Maître fondateur de l'école Hakko-Ryu, Ryuho Okuyama. Il en revient avec le grade de 5e dan, le titre de Shihan et l'autorisation de formaliser la création d'un groupe autonome. C'est la naissance du dojo français d'Hakko-Ryu-Ju-Jitsu. Celui-ci préside à la création de plusieurs clubs dans les différentes régions de France, diffuse la technique, édite les Cahiers Techniques relatifs à la progression de cette école, assure la formation des cadres et organise des manifestations promotionnelles (démonstrations publiques, galas, critérium techniques, etc.).
Mais le travail du groupe ne se limite pas à l'Hakko-Ryu. Des rencontres et des échanges ont lieu avec des experts d'autres écoles de ju-jitsu et de kempo. Ces contacts fructueux conduisent à repenser le cadre de l'enseignement. L'année 1987 consacre l'élargissement du champ de travail et la mise en place d'une nouvelle progression technique : le Zen-Hakko-Kaï.
En 1993 un ouvrage, paru aux éditions Solar et réalisé par Jean-luc et Jean-François Masnières, assure la promotion du groupe et la diffusion de sa technique et de sa progression auprès du grand public, en France comme à l'étranger.
En août 2006, Jean-François Masnières est décédé.

## Principes techniques
Outre les principes généraux communs à toutes les écoles de ju-jitsu, l'originalité du Zen-Hakko-Kaï se fonde sur un certain nombre de spécificités qui induisent sa forme et le contenu de la progression d'étude.
Directement issu de l'Hakko-Ryu-Ju-Jitsu, le Zen-Hakko-Kaï est une extrapolation des principes fondamentaux de cette école traditionnelle (à l'exclusion de sa finalité médicale), au travers de situations et de modes d'expression correspondant à des contextes très variés.
Les méthodes d'entraînement et les formes de pratique ont été enrichies afin d'offrir aux pratiquants une discipline complète, au caractère sportif plus affirmé et débouchant sur une réelle efficacité pratique.

## Principes spécifiques
Le principe fondamental de l'école consiste à retourner immédiatement l'attaque contre l'adversaire (action positive). C'est-à-dire que le contre doit être le plus direct possible, les limites d'application de ce principe étant le temps de réaction et le danger représenté par la forme d'attaque de l'adversaire.
Indépendamment des nuances que l'on peut apporter à cette règle de base et qui correspondent à la diversité des situations, les différentes techniques de la progression peuvent être caractérisées comme suit : 

- l'action de défense est la plus positive possible afin de ne pas laisser l'avantage à l'adversaire et utiliser directement son énergie initiale (opposition à l'Aïkido).
- pour être directement opérante, la forme de défense s'adapte aux conditions de l'attaque et utilise de façon préférentielle les leviers et contacts offerts par l'adversaire (différence au Judo).
- l'exécution de la technique s'opère en préservant voire en renforçant les contacts, pour agir directement sur l'équilibre de l'adversaire, avant qu'il ne réagisse ou n'effectue un blocage.
- l'action est progressive et continue, de façon à ne pas altérer les conditions offertes par l'autre (canaliser son énergie et en tirer avantageusement parti). Elle s'effectue dans la forme et dans l'esprit selon tous les principes qui régissent l'Art Souple.

## Application pratique
La diversité des situations de combat et le réalisme qui doit s'attacher à la définition des formes de défense applicables, conduisent à adopter et interpréter le principe fondamental de l'école.
C'est pourquoi, dans la pratique, il existe un certain nombre de situations intermédiaires durant lesquelles les modes d'expression peuvent avoisiner voire rencontrer les formes techniques d'autres écoles ou disciplines.
Quelles que soient les solutions techniques retenues, l'apprentissage s'effectue d'abord en longues séries lentes, destinées à éduquer le corps, développer les automatismes, affirmer les contacts, mesurer le bon déroulement de l'action, veiller à la continuité et à la progressivité de ses effets sur l'adversaire. À tous les niveaux de la pratique, cette forme de travail est une constante de l'entraînement, le moyen de progresser toujours plus dans la voie d'une efficacité réelle bien que peu perceptible au plan visuel.
La vitesse intervient à un second stade. Elle s'accompagne d'un travail destiné à développer les automatismes, dans des conditions qui deviennent de plus en plus complexes, au fur et à mesure que le niveau technique du pratiquant s'élève.
Enfin, l'étude et le travail des atemi font partie intégrante de l'entraînement, quel que soit le niveau du pratiquant.

## Structure
L'évolution technique de 1987 s'est accompagnée d'un élargissement du champ géographique d'intervention du groupe. L'enseignement du Zen-Hakko-Kaï a dépassé les frontières françaises, notamment en Espagne, en Belgique et au Luxembourg.
En raison de la dispersion géographique des clubs, le choix d'une structure centralisée a été adoptée. Cependant, de nombreuses manifestations sont organisées à l'initiative des régions (démonstrations, stages, rencontres techniques…).
Une école de cadres est instituée au siège de l'association à Mâcon où des stages sont régulièrement organisés.